# 8 Heures de Bahreïn 2019
Navigation
Édition précédente Édition suivante
Les 8 Heures de Bahreïn 2019 sont la quatrième manche manche du Championnat du monde d'endurance FIA 2019-2020 et la 7e édition de l'épreuve. Elles se sont déroulées du 12 décembre 2019 au 14 décembre 2019 sur le Circuit international de Sakhir.

## La course

### Classement de la course
Voici le classement officiel au terme de la course.
- Les premiers de chaque catégorie du championnat du monde sont signalés par un fond jaune.
- Pour la colonne Pneus, il faut passer le curseur au-dessus du modèle pour connaître le manufacturier de pneumatiques.

## Pole position et record du tour
- Pole position :
- Meilleur tour en course :

## À noter
- Longueur du circuit : 5,412 km
- Distance parcourue par les vainqueurs :